# Diaphus diadematus
Diaphus diadematus är en fiskart som beskrevs av Tåning 1932. Diaphus diadematus ingår i släktet Diaphus och familjen prickfiskar. IUCN kategoriserar arten globalt som livskraftig. Inga underarter finns listade i Catalogue of Life.